# 전기시계

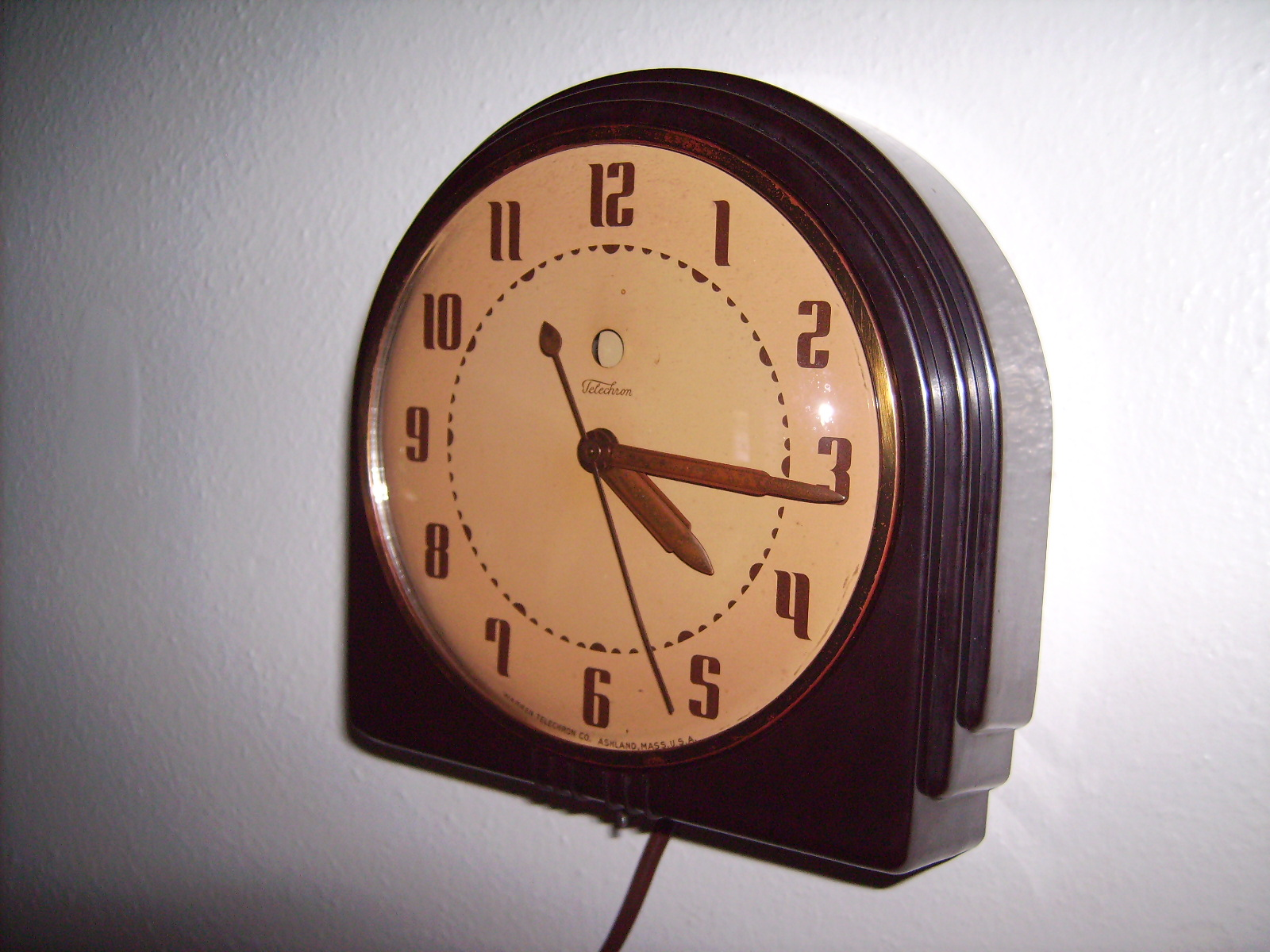

전기시계(電氣時計)는 기계식 시계와 달리 전기의 힘을 받아 동작하는 시계이다. 이 용어는 1980년대 선보인 쿼츠시계 이전에 사용된 전기 구동 기계식 시계를 의미하기도 한다.

## 개요
기어를 회전시키는 동력원으로서 태엽 대신에 건전지와 소형전동기를 이용하거나 진자를 강제적으로 진동시키기 위하여 건전지와 코일을 사용하는 전지를 이용하는 시계도 전기시계의 일종이라고 할 수가 있다.
다른 원리를 이용한 것으로는 동기전동기(同期電動機)를 사용한 전기시계가 있다. 동기전동기는 교류에 접속되면 그 전원의 주파수에 비례해서 회전한다. 따라서 일정한 주파수의 교류가 있으면 그것에 의해 회전되는 동기전동기의 회전수를 알아봄으로써 시간을 측정할 수 있다. 가정에 공급되고 있는 전력이 일정한 주파수의 교류인 점을 이용하여 동기전동기를 회전시켜서 시간을 측정하는 시계가 있다. 그리고 수정시계(水晶時計)의 지시장치로서도 이 동기전동기 방식의 시계가 사용되고 있다.
도시의 네거리나 정거장 등에 달려 있는 전기시계는 모시계(母時計)에 전기로 접속되어 있어서, 모시계가 보내는 전기신호에 의하여 바늘이 움직이도록 되어 있는 것이다.
모시계에는 진자식의 것이 많으며, 기어의 회전에 의하여 30초 또는 1분마다 전기접점(電氣接點)이 순간적으로 이어지고, 자시계(子時計)에 전류가 통하여 그 속의 전자석(電磁石)이 철편(鐵片)을 끌어당김으로써 기어의 이가 하나씩 돌게 된다. 그리고 그 횟수는 문자판의 지침에 전달된다.